# Gösta Carlberg
Gösta Albert Carlberg, född 23 september 1909 i Norrköping, död 13 mars 1973 i Stockholm, var en svensk författare och översättare.
Han debuterade 1937 med romanen Bären varandras bördor som vann första pris i Bonniers jubileumspristävlan. I romanen skildrar Carlberg en begåvad neurotikers uppgörelse med sin omgivning. Carlberg skriver med satirisk talang och ett synsätt som präglas av psykoanalysen. Hans romankompositioner bestäms av musikaliska principer..
Carlberg behandlade i sin stora produktion religiösa och moraliska frågeställningar ofta med biblisk anknytning.

## Priser och utmärkelser
- 1950 – Boklotteriets stipendiat
- 1954 – Landsbygdens författarstipendium